# Клаудія Нюстад
Клаудія Нюстад (нім. Claudia Nystad, при народженні Кунцель (нім. Künzel), 1 лютого 1978) — німецька лижниця, дворазова олімпійська чемпіонка.
Клаудія Кунцель змінила прізвище на чоловікове в 2005 році. Вона брала участь у трьох Олімпіадах. Найбільший успіх - золоті олімпійські медалі, прийшов до неї у Солт-Лейк-Сіті, де вона в складі збірної Німеччини виграла естафетну гонку, та у Ванкувері, де вона перемогла у командному спринті в парі з Еві Захенбахер-Штеле. Крім того в активі Клаудії ще три срібні олімпійські медалі. 